# Rastrognathia
Rastrognathia is een geslacht in de taxonomische indeling van de tandmondwormen (Gnathostomulida). Het geslacht is voor het eerst wetenschappelijk beschreven in 1977 door Kristensen & Nørrevang. De enige soort in dit geslacht is de Rastrognathia macrostoma.